# Kriometr
Kriometr – przyrząd do bardzo dokładnego oznaczania temperatury topnienia i krzepnięcia roztworów. Przyrząd stosowany w kriometrii.